# Katolophyromai

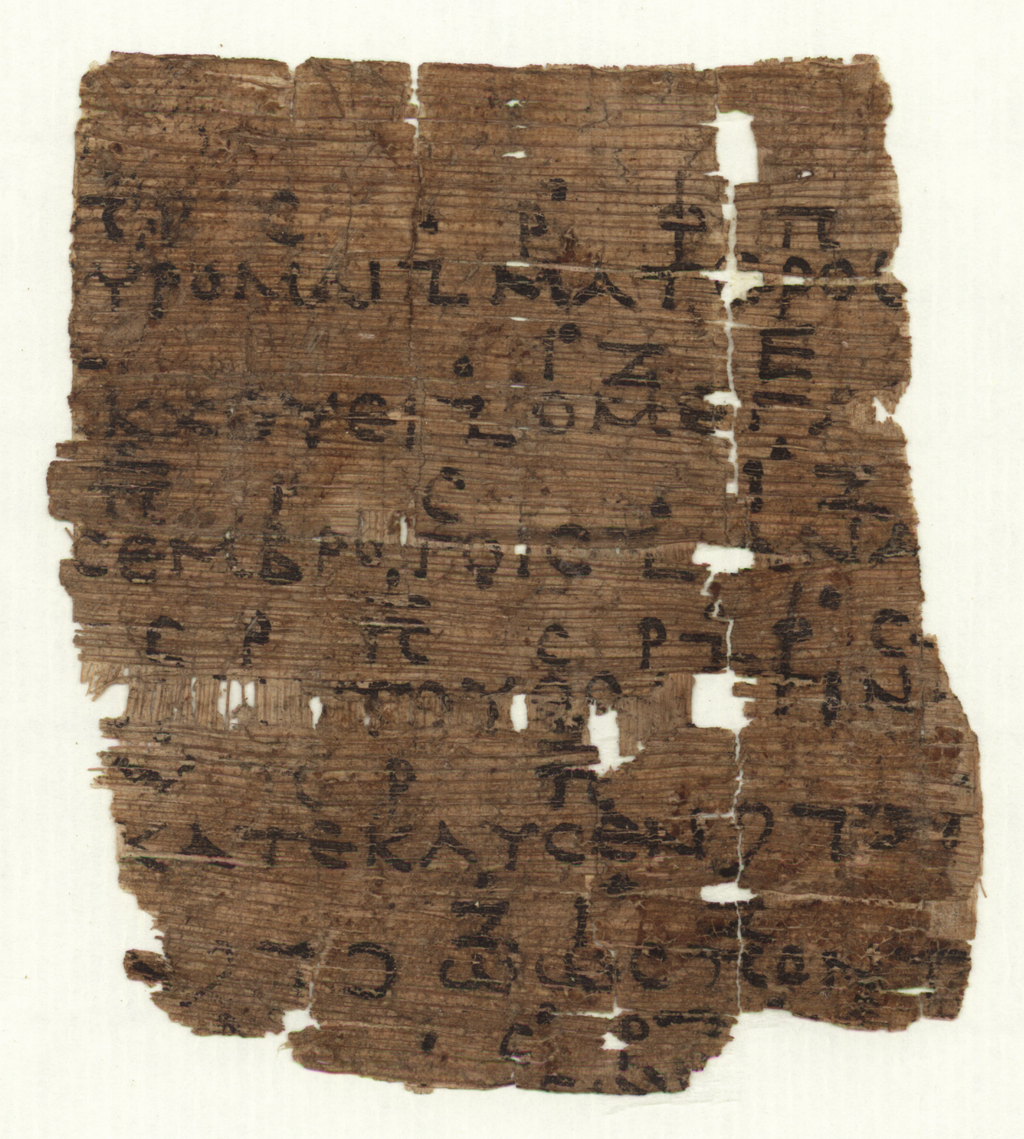
Fragmento musical del primer estásimo de Orestes de Eurípides (líneas 338-344, Papiro de Viena G 2315)

Katolophyromai (en griego: κατολοφύρομαι), es el encabezado de un fragmento musical del primer estásimo de Orestes de Eurípides (líneas 338-344, Papiro de Viena G 2315). Significa: «lloro, lamento tanto». En 1892, entre varios papiros de Hermópolis, Egipto, en la colección del archiduque Rainiero Fernando de Austria, el papirólogo Karl Wessely descubrió y publicó un fragmento que contenía un pasaje mutilado con notación musical. Aunque el Papiro de Viena G 2315 data del siglo III a. C., la melodía registrada en él puede haber sido escrita mucho antes.

## Texto
El texto completo del fragmento musical indica lo siguiente:

κατολοφύρομαι, κατολοφύρομαι
ματέρος αἷμα σᾶς, ὅ σ’ ἀναβακχεύει,
ὁ μέγας ὄλβος οὐ μόνιμος ἐν βροτοῖς,
ἀνὰ δὲ λαῖφος ὥς τις ἀκάτου θοᾶς τινάξας δαίμων
κατέκλυσεν δεινῶν πόνων ὡς πόντου
λάβροις ὀλεθρίοισιν ἐν κύμασιν
[Lloro, lloro, la sangre de tu madre que te enloquece, gran felicidad en los mortales que nunca dura, sino como la vela de un veloz navío, que un dios sacudió y con terribles trabajos la zambulló en las codiciosas y mortíferas olas del mar.]

La disposición de este texto fragmentario difiere de las ediciones tradicionales, en las que las líneas comienzan con ματέρος αἷμα (sangre de la madre) y κατολοφύρομαι aparece después de βροτοῖς (mortales). Sin embargo, a diferencia de otros fragmentos, el texto y las anotaciones musicales están bastante bien conservados.

## Características poéticas
La métrica de la canción es principalmente <i>docmio</i> . Las notas vocales conservadas coinciden con la antigua harmoniai dórica o frigia transmitida por Arístides Quintiliano, la harmoniai damoniai, en género enarmónico, que era habitual en la tragedia del siglo V a. C.

## Autoría
Si este fragmento representa la música original que Eurípides compuso en el 408 a. C. es una pregunta abierta, dada la ausencia de inscripciones musicales del siglo V a. C. El fragmento concuerda con las observaciones de Dionisio de Halicarnaso y Aristófanes sobre la complejidad del estilo de Eurípides.

## Otras lecturas
- La lira de Apolo: Música griega y teoría musical en la antigüedad y la Edad Media Por Thomas J. Mathiesen Páginas 116-124 (1999)
- El Orestes de Eurípides Excursus B, el fragmento musical, páginas 203-204 Cambridge University Press (1928).